# Ronan Parke
Ronan David Parke (Poringland, Norfolk, Reino Unido, 8 de agosto de 1998), más conocido como Ronan Parke, es un cantante británico de pop que saltó a la fama tras su aparición en el concurso de televisión de la ITV, Britain's Got Talent. A pesar de ser el favorito en las apuestas, no consiguió llevarse el título. Pero lo intentó por segunda vez y entonces se reconoció por su fama. Tras finalizar el concurso se conoció su firma con el sello discográfico Sony Music. Publicó su álbum debut el 8 de octubre de 2011. El 3 de mayo de 2012, Ronan, Epic Records y Syco dejaron de trabajar juntos tras la publicación del álbum debut.

## Comienzos y vida personal
Ronan David Parke, hijo de Maggie y Trevor Parke nació en Poringland, un pueblo de Norfolk. Tiene un hermano mayor llamado Declan. Los Parke son amigos de la familia del exportero del Norwick City, Bryan Gunn, cuya hija ayudó a Ronan a preparar el formulario para presentarse a Britain's Got Talent. Desde el momento en el que fue aceptado, comenzó a tomar clases de canto para obtener la confianza necesaria para presentarse. Ronan asistió al Framingham Earl High School, Norfolk.

## Trayectoria

### Britain's Got Talent
Ronan se presentó en BGT ante los jueces Amanda Holden, Michael McIntyre y Louis Walsh (que estaba reemplazando a David Hasselhoff). Interpretó 'Feeling Good' y tras la actuación los tres jueces y las 2500 personas de público se levantaron y ovacionaron al joven Ronan que no pudo contener la emoción y rompió a llorar. Recibió grandes halagos por parte del jurado que se tradujo en tres 'Sí', lo que le permitió pasar a la siguiente ronda, con las palabras de Walsh a sus rivales "es el hombre a batir". Rápidamente, Ronan se convirtió en el favorito. En poco tiempo, consiguió una plaza para la semifinal.
Ronan actuó por segunda vez en la semifinal del 30 de mayo interpretando 'Make You Feel My Love' de Bob Dylan. Tras su actuación, volvió a recibir halagos de los cuatro jueces: David Hasselhoff, que no estaba en la audición, Amanda Holden, Michael McIntyre y Simon Cowell, que solo juzgaba las semifinales y la final. Ronan obtuvo la mayor votación por parte del público de la noche y fue directo a la gran final.
En la gran final, celebrada el 4 de junio, Ronan interpretó 'Because Of You' de Kelly Clarkson y volvió a recibir una gran ovación que puso en pie a público y jurado por su maravillosa interpretación. Louis Walsh, que estaba entre el público para la final dijo que "Me ha puesto los pelos de punta. Maravilloso". Lamentablemente para Ronan y sus seguidores, perdió ante su contrincante Jai McDowall por un 2'6 % de los votos.

### Álbum debut: Ronan Parke
Dos días después de la final, se conoció el interés Sony Music que había ofrecido firmar un contrato a Ronan Parke por el valor de un millón de libras (alrededor de 1.240.000 euros). El mismo día se habló de la intención de Cowell de realizar un dueto entre Ronan Parke y Jackie Evancho, pero no ocurrió.
Ronan actuó en el Britain's Got Talent Live Tour 2011, realizando apariciones por todo Reino Unido. El tour comenzó el 12 de junio de 2011 en el Newcastle Metro Radio Arena y terminó el 26 de junio en el Bournemouth BIC. Durante el tour, Ronan interpretó los tres temas que había interpretado durante el show, colaborando con el pianista Paul Gbegbaje en 'Make You Feel My Love'. Al mismo tiempo, se ha dicho que Ronan cobró 30.000 libras, dos veces más que Jai McDowall, el ganador de Britain's Got Talent 2011.
Ronan actuó en el Royal Norfolk Show el 30 de junio para saludar a sus fanes y firmar autógrafos. Ronan también actuó en el Hamilton Park Racecourse en la noche de las familias, reemplazando a Joe McElderrey. Ronan actuó ante más de 50.000 personas en el T4 On The Beach el 10 de julio, interpretando 'Forget You' de Cee Lo Green, siendo presentado por David Hasselhoff.
The Sun informó el 7 de julio de 2011 que Ronan había formado finalmente con Sony Musicy otro sello en un contrato conjunto. No se sabe por cuánto dinero se firmó finalmente dicho contrato. Maggie, la madre de Ronan, había insinuado que se publicaría un disco ese mismo año. El álbum debut, Ronan Parke, se publicó en Reino Unido el 24 de octubre de 2011.
El 28 de julio de 2011, Ronan subió un vídeo en YouTube interpretando un cover en acústico de 'The Edge Of Glory' de Lady Gaga, que atrajo la atención de los medios. En su página de Facebook, comunicó que se publicaría un nuevo cover en acústico cada semana como parte de Ronan Sings. El segundo vídeo fue un cover en acústico de 'Make You Feel My Love' de Bob Dylan, que se publicó el 10 de agosto. Amazon también mostró un vídeo exclusivo en la página de  pre-pedido del álbum debut de Ronan interpretando 'Forget You'. Un nuevo vídeo de Ronan interpretando 'Jar Of Hearts' de Christina Perri fue publicado el 6 de septiembre de 2011.
Anunció también su primer concierto en Norfolk, y actuó en el Potters Leisure Resort, Hopton-on-Sea durante dos noches seguidas, 22 y 23 de octubre de 2011. Ronan actuó también en Xscape en Castleford, West Yorkshire en agosto. Ronan interpretó 'Forget You', 'Ben' y 'Smile' en el tributo a Michael Jackson el 28 de agosto de 2011 en Blackpool Opera House.
Ronan anunció en su Facebook que 'A Thousand Miles', originalmente por Vanessa Carlton, sería el primer sencillo del álbum y que el videoclip sería publicado el 14 de septiembre de 2011. El vídeo con la letra se publicó en YouTube el 2 de septiembre de 2011.

### 2012-2013: Abandono de Epic Records
El 3 de mayo de 2012, Ronan Parke fue obligado a abandonar Epic Records y Syco, la página web oficial de Ronan Parke negó que hubiese sido tratado de mala manera por los sellos, pero confirmó que abandonaba Sony Music. El 19 de mayo, Maggie, la madre de Ronan, reveló que estaba colaborando con los escritores en un EP que iba a ser publicado en verano. Finalmente, el 6 de agosto de 2012, Ronan publicó su sencillo 'We Are Shooting Stars' Tras el lanzamiento, le siguieron cuatro versiones del sencillo. En diciembre, Ronan publicó un EP en colaboración con el concursante de Britain's Got Talent, Luciel Johns. El EP incluye un nuevo sencillo titulado 'Not Alone This Christmas', además de una portada de Ronan y de Luciel. El EP se publicó tanto física como digitalmente a través de una página web independiente.

### Actuación internacional
Ronan interpretó 'Feeling Good' en la gala de Año Nuevo de la CCTV en Beijing el 31 de diciembre de 2012. En julio del 2013, Ronan publica su sencillo 'Move'. El 5 de enero de 2014, Ronan publicó su sencillo, con título 'Defined' en colaboración con Kidscape, en su lucha contra el bullying en Reino Unido. Tras la publicación del sencillo, realizó una gira por las radios y televisiones británicas pidiendo la colaboración con la iniciativa.

### 2014-presente: Abandono de AD Records
Ronan Parke publicó a través de su cuenta de Twitter que abandonaba AD Records para hacer nuevas cosas. Tras esto, entró a formar parte de Rosen Music Group con base en Texas (EE. UU.). En junio de 2014 fue visto trabajando en nuevo material en el estudio con el productor KC, el artista confirmó que sigue trabajando en su nuevo álbum.

## Discografía

### Álbumes de estudio
| Título del álbum | Detalles del álbum                                                                     | Posición en listas |
| Título del álbum | Detalles del álbum                                                                     | UK                 |
| ---------------- | -------------------------------------------------------------------------------------- | ------------------ |
| Ronan Parke      | - Publicado: 24 de octubre de 2011 - Sello: Syco Music - Formato: CD, descarga digital | 22                 |

### Singles
| Año  | Sencillo                                        | Posición en listas | Posición en listas | Posición en listas | Álbum       |
| Año  | Sencillo                                        | Reino Unido        | Irlanda            | Escocia            | Álbum       |
| ---- | ----------------------------------------------- | ------------------ | ------------------ | ------------------ | ----------- |
| 2011 | "A Thousand Miles"                              | —                  | —                  | —                  | Ronan Parke |
| 2012 | "We Are Shooting Stars"                         | —                  | —                  | —                  |             |
| 2012 | "Not Alone This Christmas" (feat. Luciel Johns) | —                  | —                  | —                  |             |
| 2013 | "Move"                                          | —                  | —                  | —                  |             |
| 2014 | "Defined"                                       | —                  | —                  | —                  |             |